# Jan Goeverneur
Jan Jacob Antonie Goeverneur, född 14 februari 1809 i Hoevelaken, död 18 mars 1889 i Groningen, var en nederländsk författare.
Goeverneur skrev ett stort antal populära berättelser och böcker för ungdomar, stundom under pseudonymen Jan de Rijmer. Hans samlade arbeten utkom 1882 i två band.